# Antoniowiec

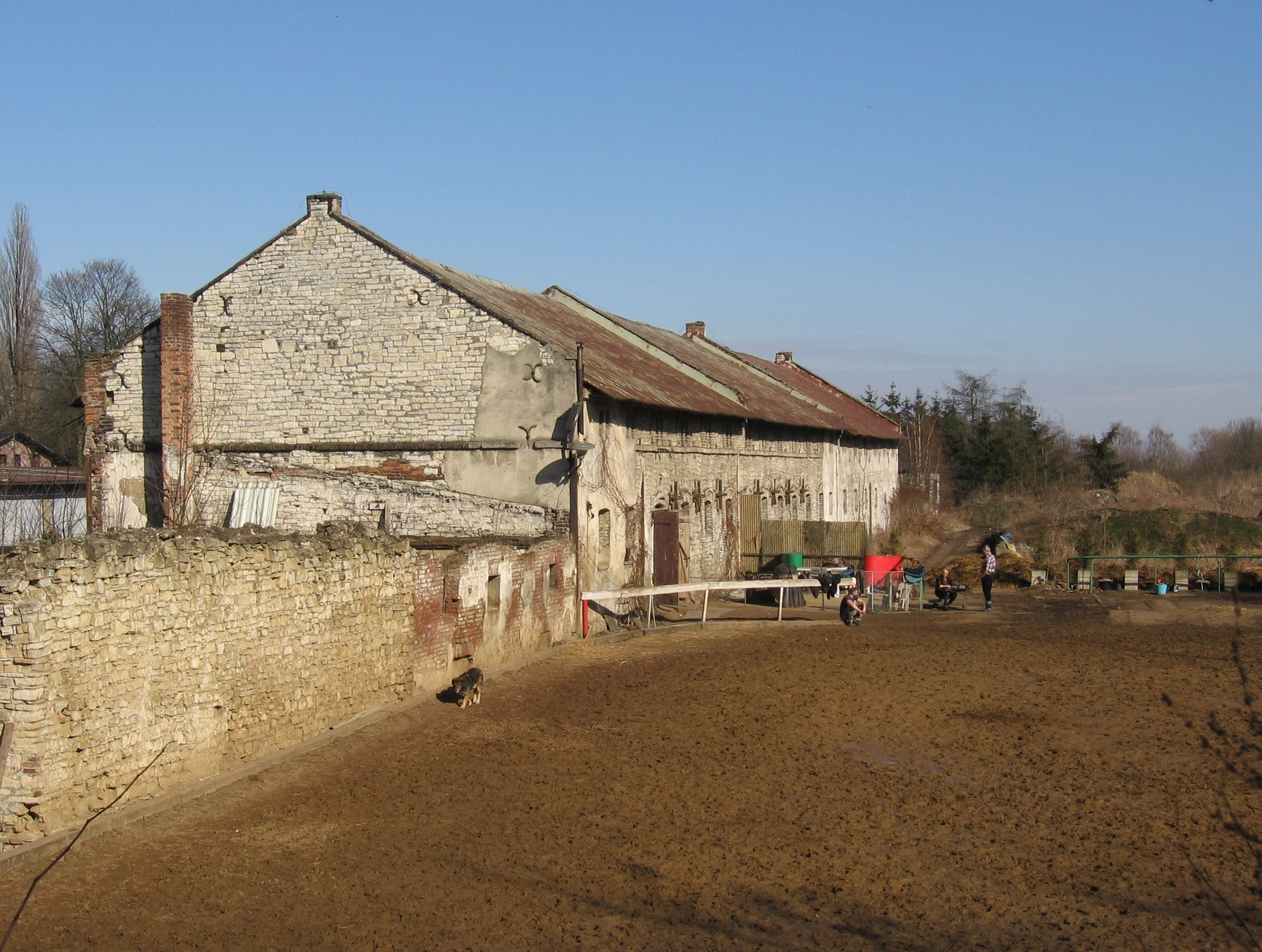
Zabudowania folwarku Antoniowiec w 2018 roku

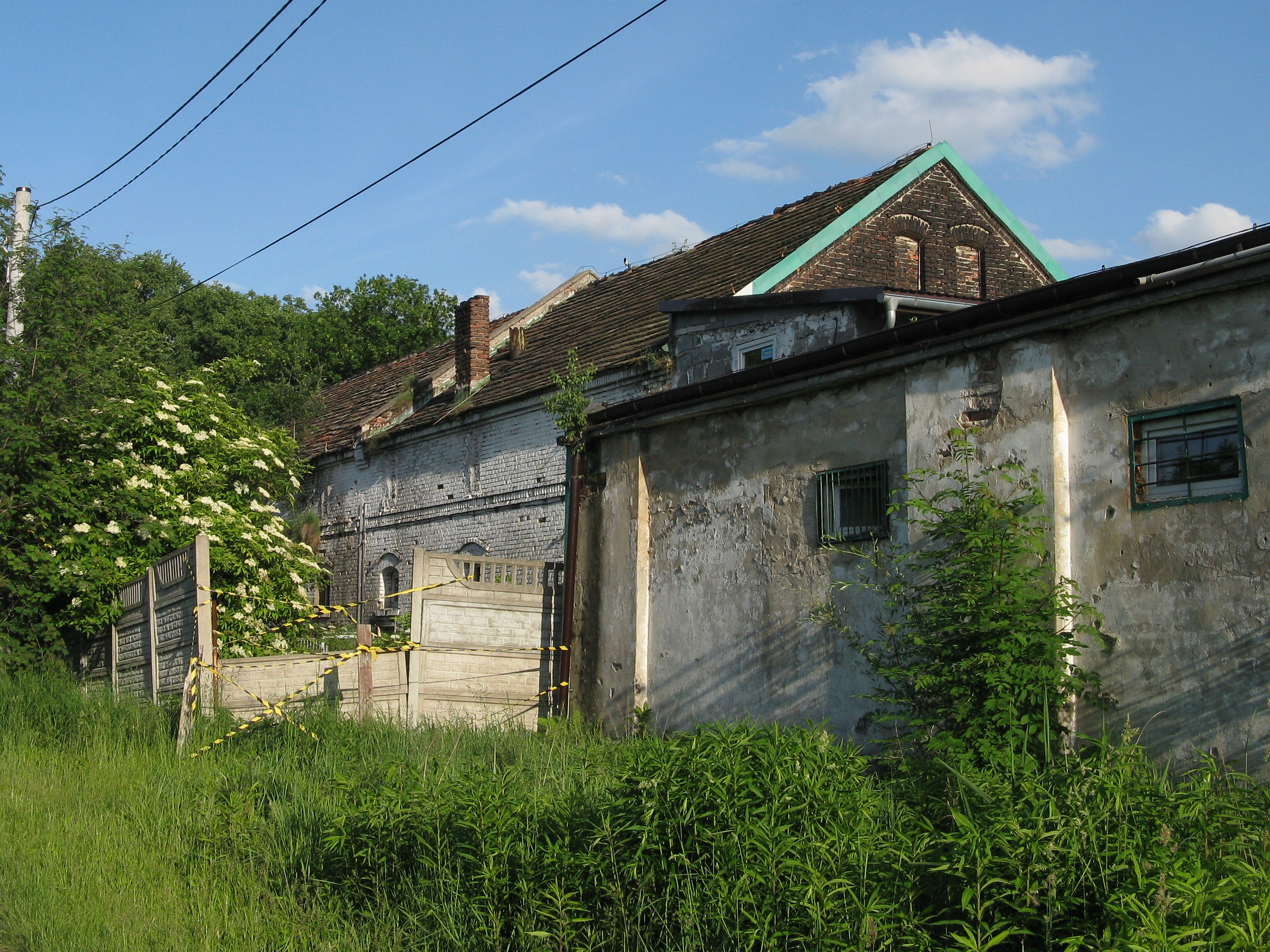
Budynek przy ulicy Antoniów 1, w którym mieści się schronisko dla zwierząt „Psia chata”, stan na 2018 rok

Antoniowiec (Antoniów, niem. Antonienhof) – dawny dworski folwark, część osiedla Maciejkowice. 
W Antoniowcu znajdował się kamieniołom dolomitu, a w latach 1945–1978 istniało tu państwowe gospodarstwo rolne, obecnie funkcjonuje Rolnicza Spółdzielnia Produkcyjna. Na początku XXI wieku teren zamieszkiwało kilka rodzin. W pobliżu znajduje się zespół przyrodniczo-krajobrazowy „Żabie Doły”.
Lokalna społeczność nadal posługuje się tą nazwą, utrwaloną także jako nazwa ulicy.